# TASAKIペルーレFC
TASAKIペルーレFC（タサキペルーレエフシー）は、かつて存在した女子サッカーチーム。兵庫県神戸市を本拠としていた。

## 概要
1976年に創立した神戸フットボールクラブ（神戸FC）のレディース部門を母体とし、1991年に田崎真珠へチームを移管した。
所属選手は田崎真珠の社員として午前中は仕事をし、午後は社用地にあるグラウンドで練習をする、日本女子サッカーリーグ（なでしこリーグ）では数少ない｢企業チーム」であった。最盛期は選手のレベルも高く、日本女子代表や各年代での代表選手や経験者が数多く在籍していた。
女子サッカー選手の就職先という面もあるといえ、実際に下小鶴綾、阪口夢穂が就職を機に加入、川上直子が退職により退部、また柳田美幸、鈴木智子は就職による加入と退職による退部をした。ただし常に社員のみであったわけではなく、2006年以降は大学生も在籍していた。
2008年9月、田崎真珠はかねてからの深刻な経営危機により練習場として利用していた研修センターや寮など社用地売却を発表。2008年10月10日にはなでしこリーグ2008及び第30回全日本女子サッカー選手権大会を最後に休部し、なでしこリーグから退会することが発表された。
これにより、リーグでは10月14日に臨時評議会を開き、ペルーレの退会とそれに付帯する事項等を審議し、退会が承認された。その際、11月23日を期限として移管先が決定した場合は、成績面の条件に関係なく2部に所属（降格）することとなったため、日本プロサッカーリーグ（Jリーグ）のヴィッセル神戸などと交渉するも、選手数が不足するなどの問題が浮上したことから休部（退会）が決定。
リーグ最終戦となった11月23日の日テレ・ベレーザ戦（駒沢）、チームとして最後の試合となった全日本女子選手権準決勝のINACレオネッサ戦（西が丘）は、ともに1-4のスコアでの敗戦であった。
2009年1月16日、田崎真珠は5名の引退を発表。1月30日と2月20日には残りの選手の移籍先などが発表された。

## 歴史
- 1976年

神戸FCに女子部「神戸FCレディース」創立
- 1989年

この年に始まる日本女子サッカーリーグ（JLSL：当時の略称）参加に際し田崎真珠株式会社がスポンサーとなり、チーム名を田崎真珠神戸レディースとする
- 1991年

第3回日本女子サッカーリーグから運営も田崎真珠に移管し、チーム名を田崎神戸レディースとする
- 1992年

第4回日本女子サッカーリーグで最下位となり、JLSLチャレンジリーグ首位のシロキFCセレーナとの入れ替え戦にも敗退
- 1993年

JLSLチャレンジリーグに降格。社内公募によりチーム名を田崎ペルーレFCに改称
- 1994年

JLSLチャレンジリーグで首位となり、JLSL最下位の浦和レディースFCとの入れ替え戦に勝利
- 1995年

L・リーグ（JLSL改め）復帰
- 1999年

第54回国民体育大会成年女子の部優勝 (兵庫県代表として)
- 2000年

第21回全日本女子サッカー選手権大会優勝
- 2001年

第22回全日本女子サッカー選手権大会準優勝
第13回L・リーグ 西日本リーグ1位により上位リーグに参加し準優勝
- 2002年

第23回全日本女子サッカー選手権大会準優勝
第14回L・リーグ 西日本リーグ1位により上位リーグに参加し準優勝
第57回国民体育大会成年女子の部優勝 (宝塚バニーズの2選手を含む兵庫県代表として)
- 2003年

第24回全日本女子サッカー選手権大会優勝
第58回国民体育大会成年女子の部優勝 (宝塚バニーズの4選手含む兵庫県代表として)
第15回L・リーグ 西日本リーグ1位により上位リーグに参加し、初優勝
- 2004年

第25回全日本女子サッカー選手権大会優勝
チーム名をTASAKIペルーレFCに改称
第59回国民体育大会成年女子の部準優勝 (兵庫県代表として)
- 2005年

第60回国民体育大会成年女子の部準優勝 (兵庫県代表として)
2005（第17回）L・リーグ1部(L1)2位
- 2006年

第27回全日本女子サッカー選手権大会準優勝
第2回なでしこスーパーカップ優勝
- 2007年

第28回全日本女子サッカー選手権大会優勝
第3回なでしこスーパーカップ準優勝
2007（第19回）なでしこリーグ1部(Div.1)2位
- 2008年

第29回全日本女子サッカー選手権大会準優勝
この年をもって活動休止（事実上の廃部）、なでしこリーグからも退会

## 年度別成績
| 回                     | 年度 | チーム名               | リーグ                       | チーム数 | 試合数 | 勝点 | 勝 | 分 | 敗 | リーグ順位 | リーグ杯 | 皇后杯    | 監督     |
| 都道府県リーグ         |      |                        |                              |          |        |      |    |    |    |            |          |           |          |
|                        | 1980 | 神戸FCレディース       |                              |          |        |      |    |    |    |            |          | ベスト4   |          |
|                        | 1981 | 神戸FCレディース       |                              |          |        |      |    |    |    |            |          | 1回戦敗退 |          |
|                        | 1982 | 神戸FCレディース       |                              |          |        |      |    |    |    |            |          | ベスト8   |          |
|                        | 1983 | 神戸FCレディース       |                              |          |        |      |    |    |    |            |          | ベスト8   |          |
|                        | 1984 | 神戸FCレディース       |                              |          |        |      |    |    |    |            |          | ベスト8   |          |
|                        | 1985 | 神戸FCレディース       |                              |          |        |      |    |    |    |            |          | ベスト4   |          |
|                        | 1986 | 神戸FCレディース       |                              |          |        |      |    |    |    |            |          | 4位       |          |
|                        | 1987 | 神戸FCレディース       |                              |          |        |      |    |    |    |            |          | ベスト4   |          |
|                        | 1988 | 神戸FCレディース       |                              |          |        |      |    |    |    |            |          | ベスト8   |          |
| 日本女子サッカーリーグ |      |                        |                              |          |        |      |    |    |    |            |          |           |          |
| 1                      | 1989 | 田崎真珠神戸レディース | JLSL                         | 6        | 10     | 8    | 3  | 2  | 5  | 3位        | -        | ベスト4   | 田嶋昭策 |
| 2                      | 1990 | 田崎真珠神戸レディース | JLSL                         | 6        | 15     | 5    | 2  | 1  | 12 | 6位        | -        | ベスト8   | 田嶋昭策 |
| 3                      | 1991 | 田崎神戸レディース     | JLSL                         | 10       | 18     | 17   | 7  | 3  | 8  | 6位        | -        | ベスト8   | 高田泰樹 |
| 4                      | 1992 | 田崎神戸レディース     | JLSL                         | 10       | 18     | 4    | 0  | 4  | 14 | 10位       | -        | 2回戦敗退 | 天野泰男 |
| C                      | 1993 | 田崎ペルーレFC         | JLSLチャレンジリーグ         | 4        | 6      | 8    | 4  | 0  | 2  | 2位        | -        | ベスト8   | -        |
| C                      | 1994 | 田崎ペルーレFC         | JLSLチャレンジリーグ         | 3        | 8      | 15   | 7  | 1  | 0  | 優勝       | -        | ベスト8   | -        |
| 7                      | 1995 | 田崎ペルーレFC         | L・リーグ                    | 10       | 18     | --   | 8  | -- | 10 | 8位        | -        | ベスト8   | 山根誠   |
| 8                      | 1996 | 田崎ペルーレFC         | L・リーグ                    | 10       | 18     | --   | 7  | -- | 11 | 7位        | 予選敗退 | ベスト8   | 山根誠   |
| 9                      | 1997 | 田崎ペルーレFC         | L・リーグ                    | 10       | 18     | --   | 9  | -- | 9  | 5位        | 予選敗退 | ベスト8   | 仲井昇   |
| 10                     | 1998 | 田崎ペルーレFC         | L・リーグ                    | 10       | 18     | --   | 5  | -- | 13 | 7位        | 予選敗退 | ベスト4   | 仲井昇   |
| 11                     | 1999 | 田崎ペルーレFC         | L・リーグ                    | 8        | 14     | 32   | 10 | 2  | 2  | 3位        | 4位      | 優勝      | 仲井昇   |
| 12                     | 2000 | 田崎ペルーレFC         | L・リーグ                    | 9        | 14     | 26   | 7  | 4  | 3  | 3位        | -        | 準優勝    | 仲井昇   |
| 13                     | 2001 | 田崎ペルーレFC         | L・リーグ                    | 10       | 14     | 35   | 11 | 2  | 1  | 2位        | -        | 準優勝    | 仲井昇   |
| 14                     | 2002 | 田崎ペルーレFC         | L・リーグ                    | 11       | 10     | 25   | 8  | 1  | 1  | 2位        | -        | 優勝      | 仲井昇   |
| 15                     | 2003 | 田崎ペルーレFC         | L・リーグ                    | 13       | 20     | 55   | 18 | 1  | 1  | 優勝       | -        | 優勝      | 仲井昇   |
| (16)                   | 2004 | TASAKIペルーレFC       | L・リーグ1部(L1)             | 8        | 14     | 28   | 9  | 1  | 4  | 3位        | -        | ベスト4   | 仲井昇   |
| (17)                   | 2005 | TASAKIペルーレFC       | L・リーグ1部(L1)             | 8        | 21     | 51   | 16 | 3  | 2  | 2位        | -        | 準優勝    | 仲井昇   |
| (18)                   | 2006 | TASAKIペルーレFC       | なでしこリーグ ディビジョン1 | 8        | 17     | 33   | 10 | 3  | 4  | 3位        | -        | 優勝      | 仲井昇   |
| (19)                   | 2007 | TASAKIペルーレFC       | なでしこリーグ ディビジョン1 | 8        | 21     | 52   | 17 | 1  | 3  | 2位        | GL敗退   | 準優勝    | 仲井昇   |
| (20)                   | 2008 | TASAKIペルーレFC       | なでしこリーグ ディビジョン1 | 8        | 21     | 34   | 11 | 1  | 9  | 4位        | -        | ベスト4   | 仲井昇   |

- 1991年まで「勝ち点制」（勝ち2、引き分け1、負け0）を採用
- 1992年と1993年は入替戦（別項参照）によりチャレンジリーグ所属
- 前後期制を採用した1994年から1999年までの成績は年間順位
- 予選（地区）リーグと決勝リーグを採用した2000年から2003年までの成績は年間順位、チーム数は両地区の合計チーム数
- 1999年から「勝ち点制」（勝ち3、引き分け1、負け0）を採用
- 2004年から二部制に移行。チーム数は所属リーグのみ
- 2003年まではシーズン名に「第○回」と表記されていたが、2004年からは西暦年で表記
- 2006年は8チーム2回戦総当たりの「レギュラーリーグ」(RL)後、その順位に基づき上位と下位の各4チームによる1回戦総当たりの「プレーオフ」(PO)を実施、試合数はRLとPOの合計で、成績は年間順位

## タイトル
- 日本女子サッカーリーグ：1回 (2003年)

- 全日本女子サッカー選手権大会：4回 (1999年, 2002年, 2003年, 2006年)

- 国体：4回 (1999年, 2002年, 2003年, 2007年)

## チーム名変遷
- 1976年（創部）- 1988年 神戸FCレディース
- 1989年 - 1990年 田崎真珠神戸レディース
- 1991年 - 1992年 田崎神戸レディース
- 1993年 - 2003年 田崎ペルーレFC
- 2004年 - 2008年 TASAKIペルーレFC

## チームカラー
- ロゼ

## 選手

### 最終年に所属していた選手
| ポジション | 背番号 | 選手名     | 生年月日 (年齢)        | 前所属               | 備考 (休部後の動向)                                |
| GK         | 01     | 齋田由貴   | 1987年1月8日（38歳）   | 武蔵丘短期大学       | ジェフユナイテッド市原・千葉レディース             |
| GK         | 16     | 佐々木香織 | 1987年6月8日（37歳）   | 神村学園高等部       | バニーズ京都SC                                     |
| DF         | 02     | 朝日麗華   | 1985年8月30日（39歳）  | 日ノ本学園高等学校   | スペランツァF.C.高槻                               |
| DF         | 03     | 河上恵実子 | 1987年7月28日（37歳）  | FCヴィトーリア       | スペランツァF.C.高槻                               |
| DF         | 04     | 甲斐潤子   | 1984年3月24日（40歳）  | 啓明女学院高校       | INAC神戸レオネッサ                                 |
| DF         | 05     | 池田浩美   | 1975年12月22日（49歳） | 本庄第一高校         | 引退                                               |
| DF         | 15     | 下小鶴綾   | 1982年6月7日（42歳）   | スペランツァF.C.高槻 | 引退                                               |
| MF         | 06     | 佐野弘子   | 1983年2月5日（42歳）   | 藤枝アミーガ         | 引退                                               |
| MF         | 07     | 山本絵美   | 1982年3月9日（43歳）   | 湘南学院高校         | シカゴ・レッド・イレブン （アメリカ・USL Wリーグ） |
| MF         | 10     | 阪口夢穂   | 1987年10月15日（37歳） | FCヴィトーリア       | FCインディアナ （アメリカ・USL Wリーグ）           |
| MF         | 12     | 中岡麻衣子 | 1985年2月15日（40歳）  | 本庄第一高校         | スペランツァF.C.高槻                               |
| MF         | 14     | 清原万里江 | 1987年1月12日（38歳）  | 宝塚バニーズLSC      | 引退 (神村学園高等部教員)                          |
| MF         | 17     | 白鳥綾     | 1982年8月18日（42歳）  | スペランツァF.C.高槻 | ジェフユナイテッド市原・千葉レディース             |
| MF         | 18     | 田中明日菜 | 1988年4月23日（36歳）  | 常盤木学園高校       | INAC神戸レオネッサ                                 |
| MF         | 20     | 澤田由佳   | 1989年2月12日（36歳）  | 啓明女学院高校       | スペランツァF.C.高槻                               |
| MF         | 22     | 佐伯彩     | 1989年4月15日（35歳）  | 藤枝順心高校         | アルビレックス新潟レディース                       |
| MF         | 23     | 福場也実   | 1989年10月22日（35歳） | 山陽女学園高等部     | 引退                                               |
| FW         | 08     | 大石沙弥香 | 1985年4月5日（39歳）   | 清水FCレディース     | アルビレックス新潟レディース                       |
| FW         | 09     | 大谷未央   | 1979年5月5日（45歳）   | 啓明女学院高校       | 引退                                               |
| FW         | 11     | 田頭陽子   | 1987年12月10日（37歳） | 鳳凰高校             | 福岡J・アンクラス                                  |
| FW         | 13     | 島村裕子   | 1985年5月22日（39歳）  | 大阪体育大学         | スペランツァF.C.高槻                               |
| FW         | 19     | 坂井優紀   | 1989年1月10日（36歳）  | 啓明女学院高校       | INAC神戸レオネッサ                                 |

注釈
1. ↑  セレッソ大阪下部組織コーチ。その後、スペランツァF.C.高槻で現役復帰。
2. ↑  その後、静岡県女子リーグ・島田プリンセスで現役復帰。平成21年度国民体育大会　第30回東海ブロック大会プログラムより
3. ↑  京都精華女子中学校・高等学校コーチに就任

### かつて所属していた選手
- 秋山智美 (バニーズ京都SCGK兼コーチ)
- 阿部秀美（引退）
- 稲田高子（引退）
- 上田美佐子（引退）
- 上野山順子（引退）
- 江口雅美（引退）
- 大澤直子（引退）
- 大西めぐみ（引退）
- 大原良子（引退）
- 奥野由美子（引退）
- 柿川文 (引退・神戸フットボールクラブレディース監督)
- 加地眞弓 (JFAナショナルトレセン女子U-15関西ブロックコーチ、ポルト神戸FC監督兼選手)
- 川上直子 (引退・解説者)
- 北岡幸子（引退）
- 岸本翠（引退）
- 栗田礼奈（引退）
- 齋藤あゆみ（引退）
- 坂田恵　(引退・元大分トリニータレディース監督)
- 櫻田有幾子 (ASエルフェン狭山FC)
- 里見珠恵（引退）
- 椿由美（引退）
- 杉野由美子（引退）
- 鈴木智子 (INACレオネッサ)
- 鈴木理紗 (スペランツァFC大阪高槻)
- 須田時子（引退）
- 竹橋雅子（引退）
- 高嶋美奈子 (引退)
- 谷川みどり（引退）
- 土橋優貴 (浦和レッドダイヤモンズ・レディース)
- 長嶋舞（引退）
- 永橋美香（引退）
- 中村美和（引退）
- 新村麻美（引退）
- 新甫まどか(ジュ ブリーレ 鹿児島）
- 西田洋子（引退）
- 貫井ちひろ（引退）
- 花田真里（引退）
- 前田加奈（引退）
- 三上尚子（引退）
- 松川美奈（引退）
- 松下貴子 (現姓森田、グリュック鹿児島監督兼選手[注2 1])
- 宮崎知美（引退）
- 本岡貴美子（引退）
- 百濃利夏（引退）
- 八代純子（引退）
- 柳田美幸 (浦和レッドダイヤモンズ・レディース)
- 山口小百合 (引退・JFAナショナルトレセン女子U-15東海ブロックコーチ)
- 劉愛玲

注釈
1. ↑  サッカー競技プログラムより。改姓について明確な言及はされていないが、松下が田崎在籍中のL・リーグ公式プログラム中のプロフィールと対比すると、生年月日やポジションなどが同一であり、同一人物である可能性が非常に高いと思われる。